# アラン・ワッツ

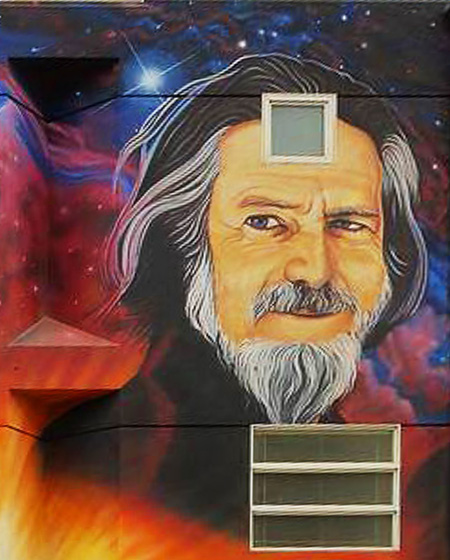
アラン・ワッツ

アラン・ワッツ（Alan Watts, 1915年1月6日 - 1973年11月16日）は、イギリス生まれの著作家。後にアメリカ合衆国に移住した。19歳で最初の著書「The Spirit of Zen」を書いた。アメリカに渡り、いくつかの仕事を通じて、60年代のカウンターカルチャーのカリスマ的リーダーとして活躍した。

## 概略

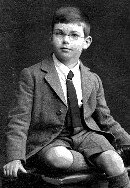
7歳のころ

アラン・ワッツは1915年イギリス・ケント州に生まれ、7歳の時から寄宿舎生活を送り、10代なかばには中国や日本の文化に本格的な関心を寄せはじめた。17歳で社会に出て、19歳で最初の著書を書いた。三度の結婚で7人の子供をもうけ、アメリカに渡ると、監督教会(エピスコーバル・チャーチ)の聖職者となり、6年間ノースウエスト大学の礼拝堂付き牧師として務めた。聖職から完全に退いたのちはサンフランシスコに移り、アジア研究院アメリカン・アカデミー、エサレン協会などで活動した。42歳でアカデミーから身をひき、以後はフリーランスのライター、講師、ブロードキャスター、哲学者、そして哲学的エンターテナーとしての道を歩みはじめる。広範な知識と深い洞察、巧みな話術を合わせもった彼は、60年代のカウンター・カルチャーにおいて、若者たちのカリスマ的リーダーとしてあがめられた。組織に属さず、快楽を愛し、酒を飲み、薬物で神秘体験した。1973年、58歳で亡くなった。鈴木大拙とも交友があり、禅についての著作多数。最初の妻エレノアの母は、晩年の佐々木指月と入籍したルース・フラー。

## 著書
- The Spirit of Zen : A way of Life, Work, and Art in the Far East 1935
- The Legacy of Asia and Western Man : A Study of the Middle Way 1937
- The Meaning of Happiness : A Quest for Freedom of Spirit in Modern Psychology and the Wisdom of the East
- The Theologia Mystica of  Saint Dionysius, 1944
- Behold the Spirit : A Study in the Necessity of Mystical  Religion 1947
- Easter - Its Story and Meaning, 1950
- The Supreme Identity, 1950
- The Wisdom of Insecurity : A Message for an Age of Anxiety 1951
- The Way of Zen 1957, Vintage
- Nature, Man and Woman, 1958
- 「This Is It」 and Other Essays on Zen and Spiritual Experience 初版1960 再販1996, Rider
- 「心理療法　東と西」道（タオ）の遊び 滝野功訳 1985/10 誠信書房、 Psycotherapy  East and West 1961
- The Joyous Cosmology : Adventures in the Chemistry of Conciousness 1962
- Beyond Theology : The Art of Godmanship 1964
- 「タブーの書」竹渕 智子訳 1991/01 めるくまーる　The Book : On the Taboo Against Knowing Who You Are 1966
- Myth and Ritual in Christianity,  1968
- The Two Hands of God : The Myths of Polarity 1969
- Does It Matter ? Essay on Man's Relation to Materiality 1970
- Theologica Mystica, Sausalito Calif 1971
- In My Own Way : An Autobiography 1972
- The Art of Contemplation 1972
- Cloud-hidden, Whereabouts Unknown : A Mountain Journal 1973
- The Essence of Alan Watts 1974
- Meditation 1974
- Tao : The Watercourse Way, With the collaboration of Al Chung-liang Huang 1975